# Adley Rutschman
Adley Stan Rutschman (né le 6 février 1998 à Portland (Oregon)) est un joueur de baseball qui évolue au poste de receveur et frappeur désigné pour les Orioles de Baltimore.

## Carrière

### Carrière en amateur
Adley Rutschman est sélectionné au 40ème tour lors du repêchage de la ligue majeure de baseball 2016 par les Mariners de Seattle. Il ne signe pas et va à l'Université d'État de l'Oregon. Il frappe ,408/,505/,628 en 2018 et est élu joueur par excellence des Séries mondiales universitaires avec les Beavers. En 2019, il obtient une moyenne au bâton de ,411 avec 17 circuits et est élu joueur de baseball universitaire de l'année. 

### Carrière professionnelle

#### Orioles de Baltimore
Adley Rutschman est sélectionné en première position lors du repêchage de la ligue majeure de baseball 2019 par les Orioles de Baltimore. Il signe avec un bonus de 8,1 millions de dollars, un record pour un receveur. 
Il fait ses débuts en Ligue Majeure le 21 mai 2022 face aux Rays de Tampa Bay. En trois présences officielles au bâton, il obtient un coup sûr. Il frappe son premier coup de circuit le 15 juin face aux Blue Jays de Toronto. Il temine la saison avec ,254/,362/,445 de moyennes et 13 circuits. Il termine second du vote de Recrue de l'année en Ligue Américaine derrière Julio Rodriguez des Mariners de Seattle.
Lors du premier match de la saison face aux Red Sox de Boston, il obtient 5 coups sûrs avec 1 circuit en 5 présences officielles au bâton et devient le premier receveur avec 5 coups sûr lors de l'Opening Day (en). Il obtient sa première sélection au match des étoiles. Il participe aussi au Home Run Derby où il est éliminé au premier tour par le joueur des White Sox de Chicago Luis Robert Jr. Il termine la saison avec une moyenne au bâton de ,277 et 20 circuits en 154 matchs. Il remporte le prix Silver Slugger au poste de receveur. 